# Dylan Mika
Pour les articles homonymes, voir Mika.
Pas d'image ? Cliquez ici

a Compétitions nationales et continentales officielles uniquement.

b Matchs officiels uniquement.
Dernière mise à jour le 23 mars 2018.
Dylan Gabriel Mika (17 avril 1972 à Auckland (Nouvelle-Zélande) et mort le 20 mars 2018 dans la même ville) est un joueur néo-zélandais de rugby à XV. Il jouait au poste de troisième ligne aile (1,94 m pour 108 kg).

## Biographie
Dylan Mika est né à Auckland (Nouvelle-Zélande), de parents samoans. Il est issu de la filière des écoles de rugby néo-zélandaises jouant d'abord avec St Peter's College (Auckland) où il a fait ses études secondaires. Il a évolué avec l'équipe des Samoa, les All-Blacks  et dans le Super 12 avec les Auckland Blues.

### Carrière

#### En club et province
- Clubs
  - Auckland Blues
  - 1999: Waikato Chiefs
  - 2000 : Auckland Blues

- Province
  - Auckland

Dylan Mika a eu sa meilleure saison dans le Super 12 en 1999, année pendant laquelle il fut le capitaine des Waikato Chiefs. Il a terminé sa carrière au Japon.

#### En équipes nationales
Dylan Mika a joué sept matchs avec l'équipe de Samoa en 1994-95, puis fut contraint d’attendre trois ans avant d’être sélectionnable avec l'équipe de Nouvelle-Zélande. Il a eu sa première sélection avec l'équipe A de Nouvelle-Zélande le 11 juin, 1999, puis a disputé son premier test match avec les Blacks, le 18 juin, 1999 contre l'équipe de Samoa ! (son cousin était capitaine de Samoa). Il a participé au carton des Blacks contre l'équipe de France à Wellington en 1999 (54-7). Mika a disputé deux matchs de la Coupe du monde 1999.

### Mort
Souffrant de diabète, Dylan Mika est mort le 20 mars 2018 d'une crise cardiaque à l'âge de 45 ans.

## Statistiques

### En équipe nationale
En 1999, Dylan Mika compte 7 sélections avec les All-Blacks, inscrivant 5 points. Avec les Kiwis, il dispute une Coupe du monde en 1999. Il participe à une édition du Tri-nations en 1999.

## Palmarès

### En club
- 55 matchs avec la province de Auckland
- 23 matchs de Super 12

### En équipe nationale
- Quatrième de la Coupe du monde 1999
- Vainqueur du Tri-nations en 1999